# Angelo Barovier
Angelo Barovier (Venezia, ... – Venezia, 1480) è stato un artista del vetro italiano.

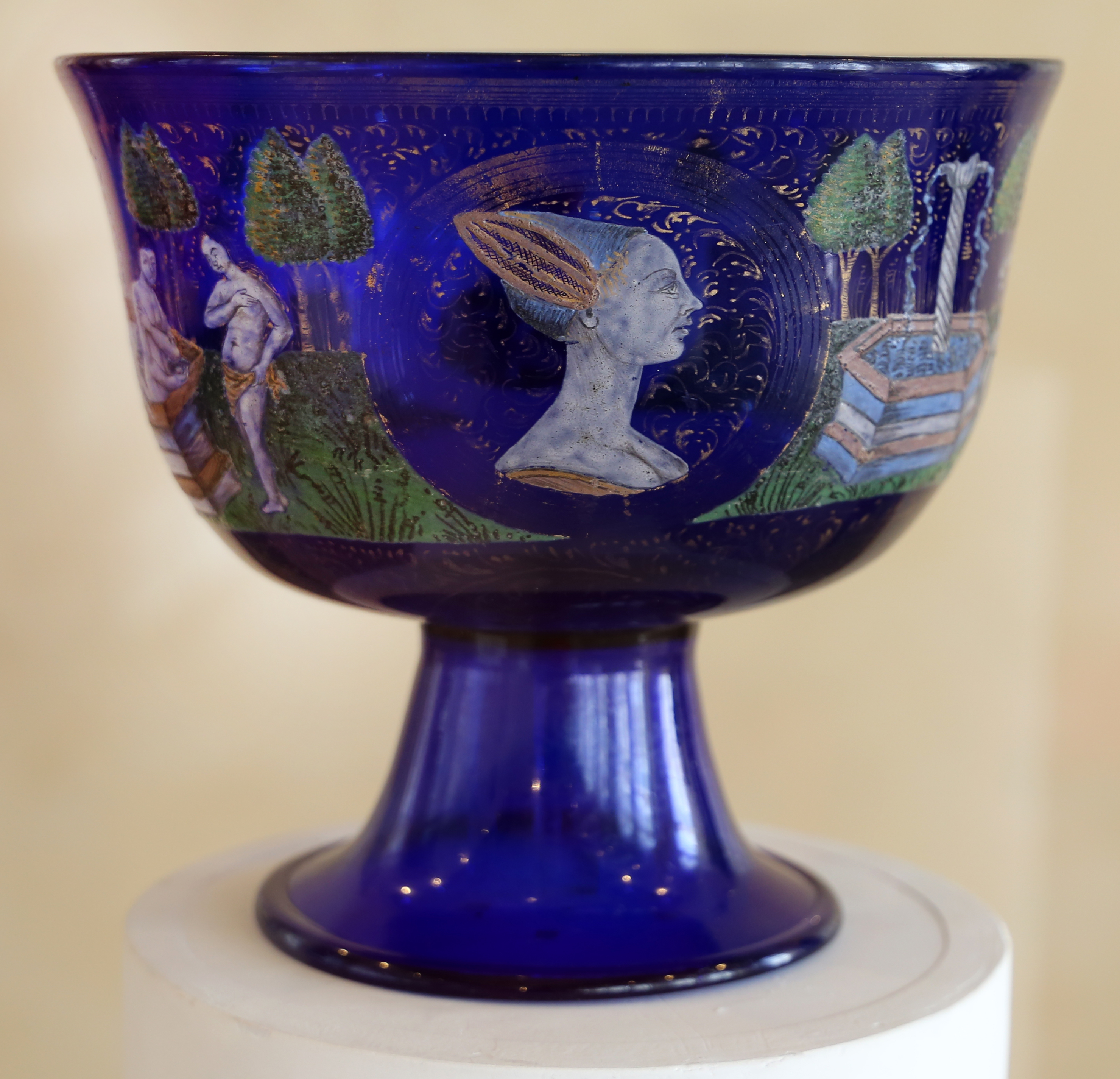
La coppa nel Museo del vetro di Murano

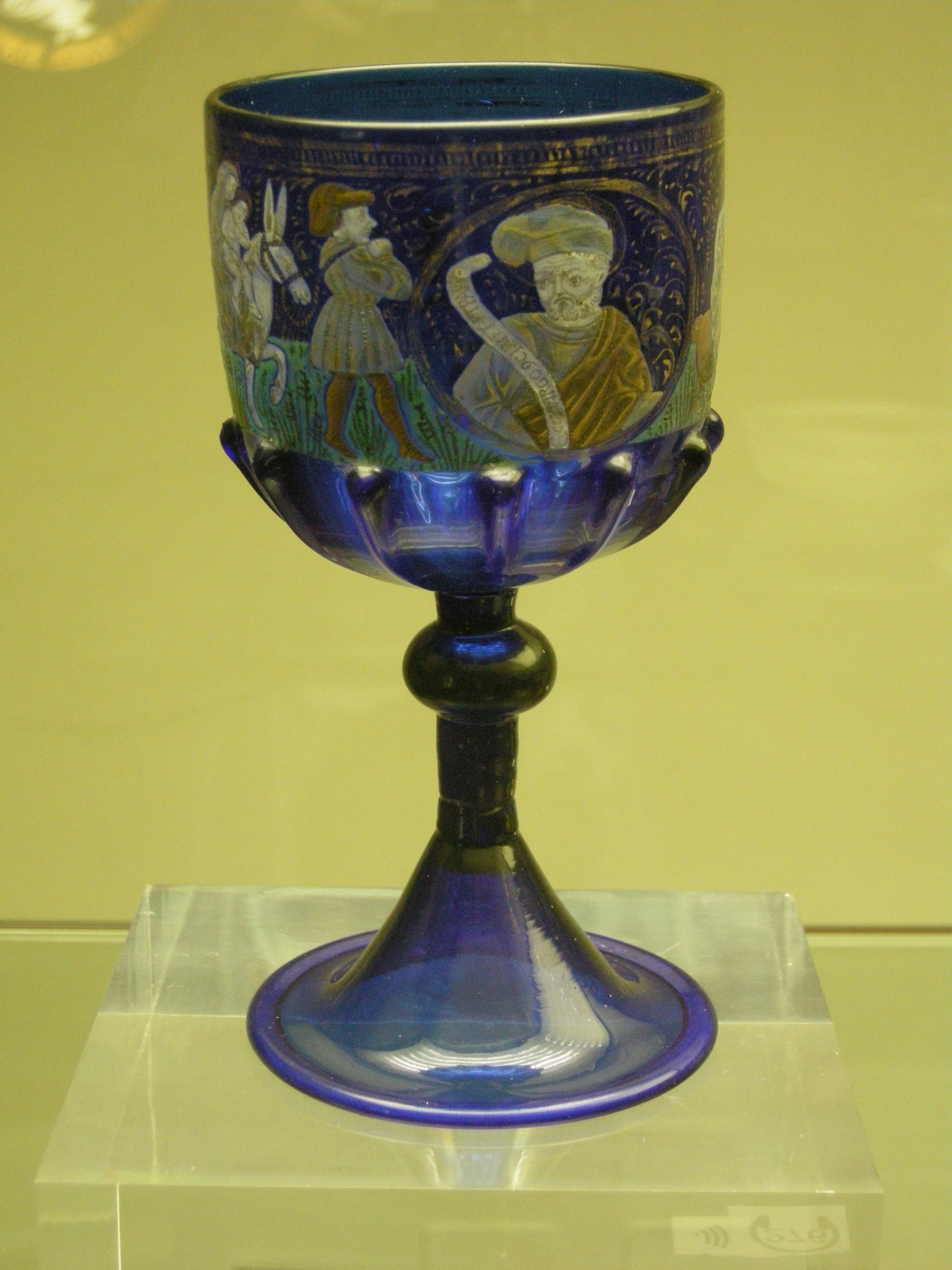
Il calice attribuito a Barovier a Bologna

Cresciuto in una famiglia di lunga tradizione vetraia, Angelo fu di certo il membro più noto e significativo, poiché seppe unire le conoscenze tramandate da varie generazioni ad una singolare inventiva e creatività da artista e da scienziato.
Le notizie biografiche sono poche e frammentarie, ma confermano la sua abilità nel trattamento del vetro. L'umanista Ludovico Carbone, ad esempio, descrisse Angelum Venetum come optimum artificem crystallinorum vasorum (grande produttore di vasi cristallini). Altra testimonianza dell'elevata stima per il Barovier è il decreto della Repubblica di Venezia che, intorno al 1455, gli concesse l'esclusiva di produzione di un vetro molto pulito, prodotto tramite una tecnica da lui messa a punto, che egli chiamò vetro cristallino o cristallo veneziano. Secondo alcuni, a Barovier andrebbe attribuita anche l'originale realizzazione di una pasta di vetro definita calcedonio.
Su richiesta del Filarete, architetto dei duchi di Milano, Barovier fu convocato nel 1455 presso la corte di Milano per poter suggerire al maestro l'utilizzo delle migliori paste vitree da utilizzare nella costruzione di Sforzinda, la città ideale desiderata da Francesco Sforza e progettata (ma mai realizzata) dallo stesso Filarete, che di Barovier aveva scritto:
Non sono note vere e proprie opere di Barovier, anche se alcuni storici dell'arte gli assegnano una Coppa nuziale conservata nel museo vetrario di Murano, la coppa degli uccelli a Trento ed un calice in vetro azzurro nel Museo civico medievale di Bologna.

## La famiglia Barovier
Il nome Barovier deriva dal termine berroviere, che sta ad indicare l'armigero a guardia del capitano del popolo. È probabile che qualche Barovier, originario dal trevigiano, si sia insediato a Murano attorno al 1291, quando una legge della Repubblica impose il concentramento sull'isola di tutte le fornaci del vetro. Il più antico rappresentante della famiglia di cui si abbia notizia è Jacobello (nato attorno al 1295), i cui figli Antonio e Bartolomeo sono indicati in documenti del 1348 come fiolari, ossia vetrai. Un figlio di Bartolomeo, Jacopo, ricordato come maestro vetraio e padrone di fornace, fu il padre di Angelo.